# Лячи
Ля́чи (алб. Laçi) — город в Центральной Албании в префектуре Лежа, центр округа Курбин.

## История
Лячи — известный центр паломничества страны. Ежегодно до начала Второй мировой войны тысячи людей посещали монастырь недалеко от города, названный в честь Святого Антония Падуанского. После снятия запрета коммунистами религии, опять много католиков и даже мусульман собираются 12 июня в места паломничества.
К 1950 Лячи был маленьким селом. Только с приходом некоторых заводов (удобрение, обработка меди, изготовление стекла) оно превратилось в промышленный город. Коммунисты в 1967 году на север от города также построили большой фосфатный завод, который был работодателем многих жителей. В нынешнее время большинство заводов закрыты, значительная часть населения не имеет работы.

## Известные уроженцы, жители
В 1973—1979 годах в городе работал учителем Верли.